# Viktor Růžička (kameraman)
Viktor Růžička (10. března 1943 Praha, Protektorát Čechy a Morava – 13. února 2014) byl český kameraman.

## Život
Poprvé se ke kamerování dostal v roce 1965, kdy natáčel studentský film Petra Tučka Divoká holka. Koncem 70. let natáčel s Vladimírem Sísem muzikál Balada pro banditu. Posledním filmem, který dělal v Česku, byla pohádka Nesmrtelná teta od režiséra Zdeňka Zelenky. Poté se přestěhoval do Německa, kde pracoval především jako televizní kameraman.

## Filmografie (výběr)
- Balada pro banditu (1978)
- Drsná planina (1979)
- Jen si tak trochu písknout (1980)
- Tajemství hradu v Karpatech (1981)
- Jako zajíci (1981)
- Poslední leč (1981)
- Má láska s Jakubem (1982)
- Šílený kankán (1982)
- Straka v hrsti (1983)
- Vrak (1983)
- Prodavač humoru (1984)
- Zastihla mě noc (1985)
- Čarovné dědictví (1985)
- Dva na koni, jeden na oslu (1986)
- Cobra Verde (1987)
- Marta a já (1990)
- Lepší je být bohatý a zdravý než chudý a nemocný (Lepšie byť bohatý a zdravý ako chudobný a chorý) (1992)
- Nesmrtelná teta (1993)